# Late Night with Jimmy Fallon
The Late Night with Jimmy Fallon, a menudo llamado simplemente Jimmy Fallon, fue un programa de televisión estadounidense de entrevistas de estilo late night-talk show, emitido por primera vez el 2 de marzo de 2009 y finalizado el 7 de febrero de 2014. El programa, transmitido por la cadena NBC, era conducido por el actor y comediante Jimmy Fallon, y se caracterizaba por contar con entrevistas a celebridades y a personas del público, monólogos cómicos y números musicales.
El programa fue nominado a 3 premios Daytime Emmy en 2011 y desde que inició en 2009 se posicionó como uno de los programas más vistos en la televisión estadounidense.
El programa combina entrevistas, números musicales e historias. Sus predecesores fueron Late Night with David Letterman (1982-1993) y Late Night with Conan O'Brien (1993-2009).
En febrero del 2014 Fallon abandonó el programa para conducir su propio show en la misma cadena, The Tonight Show Starring Jimmy Fallon, dejando la conducción de Late Night a Seth Meyers. El programa bajo el mando de Meyers comenzó el 24 de febrero de 2014, con el nombre de Late Night with Seth Meyers.
En abril de 2013 NBC confirmó el reemplazo de Jay Leno por Jimmy Fallon en la conducción de The Tonight Show, comenzando el 17 de febrero de 2014, y el 12 de mayo se confirmó que Seth Meyers, quien fuera el conductor de la sección "Weekend Update", director de guiones de Saturday Night Live y el cual formó parte del programa de Fallon entre 1997 y 2004, sería el nuevo conductor de Late Night, pasándose a llamar Late Night with Seth Meyers desde el 24 de febrero de 2014.
En la semana final con Fallon se transmitieron tres especiales de "grandes éxitos", con lo mejor de los cinco años del programa, y entre sus invitados finales estuvieron Colin Farrell, Chris Pratt y 2 Chainz, y en el programa final, transmitido el 7 de febrero de 2014, sus últimos entrevistados fueron Andy Samberg y The Muppets.

## Estructura del programa
- Muy rara vez se inicia el programa con un "Cold Open", que puede ser un sketch, antes del inicio.
- Inicia Steve Higgins con la locución: "From Studio 6B in Rockefeller Center, the National Broadcasting Company presents… Late Night with Jimmy Fallon" se aunucia de los invitados de la noche (donde generalmente son dos) y un grupo musical acompañados por The Roots, mientras ellos tocan el tema "Here I Come" y Questlove anuncia, generalmente, el número de episodio.
- A continuación Jimmy Fallon inicia con monólogo, de 5 a 7 minutos de duración.
- Después inicia la sección "desk piece", desde el escritorio donde son presentadas secciones humorísticas como "Pros and Cons", "Thank You Notes" entre otros, al finalizar esta, se anuncia los invitados de la noche.
- Ahora es presentado el primer invitado, donde en algunas ocasiones es invitado a jugar, junto a Jimmy.
- Luego de despedir al primer invitado, viene un segundo invitado.
- Finalmente es presentado un grupo musical (o muy rara vez es un comediante).
- Al terminar el grupo musical Fallon se retira del estudio saludando al público.

## Sketches

### Semanales
- Martes: Pros and Cons. (Pro y Contra)
- Miércoles: Audience Suggestion Box. (Caja de Sugerencias de la Audiencia)
- Jueves: #latenight Hashtags.
- Viernes: Thank You Notes. (Notas: Gracias a ti)

### Parodias

#### Programas de televisión
- Real Housewives of Late Night. (Parodia a "The Real Housewives of...")
- 6-Bee. (Parodia a "Glee")
- Late. (Pariodia a "LOST")
- Downton Sixbey. (Parodia a "Downton Abbey")
- Game of Desks. (Parodia a "Game of Thrones")
- Joking Bad. (Parodia a "Breaking Bad")

#### Otros
- Do Not .... List (Read, Play, Games): Lista de libros, discos y juegos reales.